# Росин, Самуил Израилевич
Самуил Израилевич Росин (идиш שמואל ראָסין‎ — Шму́эл Ро́син; 14 августа 1892, Шумячи, Могилёвская губерния — 1941, под Вязьмой) — еврейский советский поэт, писатель и переводчик, драматург. Писал на идише.

## Биография
Шмуэл Росин родился в местечке Шумячи в семье возчика. После окончания хедера ему пришлось оставить учёбу, работал маляром, жестянщиком, жил в Екатеринославе, Харькове, Одессе, Пензе, еврейских сельскохозяйственных колониях в Крыму. Был членом Бунда. С 1921 года — в Москве, работал воспитателем в детском саду.
Дебютировал стихами в минской газете «Векер» (Будильник) в 1917 году. Печатал стихи и рассказы в журналах «Пролит», «Юнгвалд» (Молодёжь), «Советиш», «Форпост», «Советише литератур» (Советская литература), «Штерн» (Звезда), «Ди ройтэ вэлт» (Красный мир), «Штром» (Поток), ряде других.
Первые сборники стихотворений вышли в 1919 году — «Бобэ-майсэс» (Бабушкины сказки, стихи и поэмы) в Екатеринославе и «Мойеркеплэх» (Раковины, лирические стихи) в Харькове. За ними последовали сборники «Шайн» (поэма Сияние, Москва, 1922), «Цу алэ цу ундз» (Ко всем нам, Москва, 1929), «Зин ун тэхтэр» (поэма Сыны и дочери, 1934), «Жатва» (1935), «Геклибэнэ вэрк» (Избранные произведения, М., 1936), «Мит ди эрштэ» (С первыми, 1937), «Влюблённый» (1938), «Лидер вэйгн татн» (Стихи об отце, 1939), «Ундзер ру» (Наш покой, 1940), «Трайхайт» (поэма Верность, Москва, 1941), пьеса «Ди дервахунг» (Пробуждение).
В 1931 году вышло нотное издание «Еврейской массовой песни» (для пения с сопровождением фортепиано) композитора Зиновия Компанееца на слова Шмуэла Росина (русский текст С. Болотина, М.: Госмузиздат). Переводил на идиш с русского, армянского и венгерского языков.
В июле 1941 года вместе с женой ушёл добровольцем в писательскую роту, оба погибли осенью 1941 года в оборонительных боях под Вязьмой. Сборник «Избранное» на русском языке был издан посмертно в 1958 году (М.: Советский писатель); стихи включены также в сборники «Советские поэты, павшие на Великой Отечественной войне» (Л.: Советский писатель, 1965), «Великая Отечественная: стихотворения и поэмы» (М.: Художественная литература, 1970. — Т. 2) и «Советская еврейская поэзия» (составитель А. Вергелис. — М.: Художественная литература, 1985).

## Семья
- Жена — Роза Сергеевна Росина (1907—1941), инженер-текстильщик на ткацкой фабрике, погибла на фронте вместе с писательской ротой.
  - Дочь — Эра Самуиловна Росина (13 декабря 1929 — 26 ноября 2017), жена молдавского писателя Иона Друцэ[5][6].